# Leptocerus akhunta
Leptocerus akhunta är en nattsländeart som beskrevs av Schmid 1987. Leptocerus akhunta ingår i släktet Leptocerus och familjen långhornssländor. Inga underarter finns listade i Catalogue of Life.